# Bolivariano Angostura
Pour les articles homonymes, voir Angostura.
Bolivariano Angostura, anciennement Raúl Leoni, est l'une des onze municipalités de l'État de Bolívar au Venezuela. Son chef-lieu est Ciudad Piar. En 2011, la population s'élève à 40 927 habitants.

## Géographie

### Subdivisions
La municipalité est divisée en trois paroisses civiles et une section capitale (en italiques et suivie d'une astérisque) avec, chacune à sa tête, une capitale (entre parenthèses) :
- Barceloneta (La Paragua) ;
- San Francisco (San Francisco) ;
- Santa Bárbara (Santa Bárbara de Centurión).
- Section capitale Angostura * (Ciudad Piar) ;